# Fair Game (film, 2010)
Pour les articles homonymes, voir Fair Game.
Pour plus de détails, voir Fiche technique et Distribution.
Fair Game est un film américain réalisé par Doug Liman, sorti en 2010. Inspiré de l'Affaire Plame-Wilson et du livre Fair Game: My Life as a Spy, My Betrayal by the White House de Valerie Plame, il a été sélectionné en compétition officielle pour le Festival de Cannes 2010.

## Synopsis
Valerie Plame, agent de la CIA au département chargé de la non-prolifération des armes, est chargée d'une enquête sur l'existence ou non d'un programme d'armement nucléaire en Irak. Son mari, le diplomate Joseph C. Wilson, spécialiste des questions africaines, se voit confier une mission qui doit prouver si l'Irak a acheté de l'uranium enrichi au Niger. Les conclusions de son rapport sont claires : il est impossible que de l'uranium ait pu quitter le Niger pour l'Irak sans que les autorités américaines ne le sachent. Mais lorsqu'il entend que George W. Bush, justifie la Guerre en Irak, par l'achat d'uranium en provenance du Niger par Saddam Hussein, Joseph Wilson décide de révéler la vérité de son rapport dans les plus grands journaux américains. C'est alors le début d'un lynchage médiatique de Joe et sa femme, dont la véritable identité est révélée, par l'administration Bush. Son identité étant révélée, Valerie est contrainte de quitter la CIA et commence alors pour elle un combat pour réhabiliter son identité, pour sauver ses contacts en Irak et pour sauver sa famille.

## Fiche technique
- Titre : Fair game
- Réalisation : Doug Liman
- Scénario : Jez Butterworth, John-Henry Butterworth et Joseph C. Wilson
- Histoire : Joseph C. Wilson et Valerie Plame Wilson
- Producteurs : Jez Butterworth, Akiva Goldsman, Doug Liman, Janet Zucker et Jerry Zucker
- Musique : John Powell
- Photographie : Doug Liman
- Montage : Christopher Tellefsen
- Décors : Ibrahim Khorma, Sara Parks et Mohammad-Karim Shehabi
- Costumes : Cindy Evans
- Budget : 22 000 000 $
- Recettes : 24 188 922 $
- Société de production : River Road Entertainment, Participant Media, Imagenation Abu Dhabi FZ, Zucker Productions
- Société de distribution : U.G.C.
- Pays d'origine : États-Unis et Émirats arabes unis
- Langues originales : anglais, arabe et français
- Formats : 2,35:1 – Couleur DeLuxe, Redcode RAW (4K) (source format), Digital Intermediate (2K) (master format)
- Son : Dolby Digital – DTS – SDDS
- Genre : Thriller et biopic
- Durée : 105 minutes
- Dates de sortie :
  - 5 novembre 2010 (États-Unis)
  - 3 novembre 2010 (France)

## Distribution
- Naomi Watts (VF : Ludmila Ruoso) : Valerie Plame
- Sean Penn (VF : Christian Gonon) : Joseph C. Wilson, son mari
- Michael Kelly (VF : Emmanuel Quatra) : Jack
- Noah Emmerich (VF : Philippe Vincent) : Bill
- Sam Shepard (VF : Georges Claisse) : Sam Plane, le père de Valerie, ex-colonel dans l'armée de l'air
- Bruce McGill (VF : Hervé Furic) : Jim Pavitt
- Brooke Smith  (VF : Sabeline Amaury): Diana
- Liraz Charhi : docteur Zahraa, la sœur de Hammad
- Rebecca Rigg : Lisa
- David Denman : Dave
- Adam LeFevre : Karl Rove
- Sean Mahon : l'analyste chauvin
- David Andrews (VF : Éric Herson-Macarel) : Scooter Libby, l’avocat, conseiller du vice président
- Khaled El Nabawy : Hammad
- Ty Burrell : Fred
- Tim Griffin : Paul

Source et légende : version française (VF) sur AlloDoublage

## Distinctions
Le film a été présenté en sélection officielle en compétition au Festival de Cannes 2010.

## Autour du film
Des images d'archives sont incorporées pour renforcer l'aspect réaliste du film : des discours de George W. Bush et au début du générique de fin, la déposition de Valerie Plame.